# San Antonio Mihuacán
San Antonio Mihuacán es una localidad del estado mexicano de Puebla. Es parte del municipio de Coronango.

## Toponimia
El nombre «San Antonio» hace referencia al santo patrono de la localidad: Antonio de Padua. El nombre «Mihuacán» tiene diversas interpretaciones. Una es que proviene de los términos en náhuatl mitl, flecha; hua, posesión; can, lugar. Su significado sería «lugar que tiene flechas». Otra interpretación es que proviene de los términos milli, milpa; hua, posesión; can, lugar. Su significado sería «lugar de milpas». Alternativa se propone que deriva de los términos metl, maguey; hua, posesión; can, lugar. Su significado sería «lugar de magueyes».

## Demografía
| Gráfica de evolución demográfica |
|                                  |

| Censo | Población |
| ----- | --------- |
| 1900  | 633       |
| 1910  | 729       |
| 1921  | 866       |
| 1930  | 1 093     |
| 1940  | 1 275     |
| 1950  | 1 606     |
| 1960  | 1 973     |
| 1970  | 2 501     |
| 1980  | 3 229     |
| 1990  | 4 414     |
| 1995  | 5 059     |
| 2000  | 5 581     |
| 2005  | 6 156     |
| 2010  | 6 826     |
| 2020  | 8 491     |